# 도코나메정
도코나메정(常滑町)은 아이치현 지타군에 설치되었던 정이다. 현재의 도코나메시 중심부에 해당한다.